# ادمیتانس

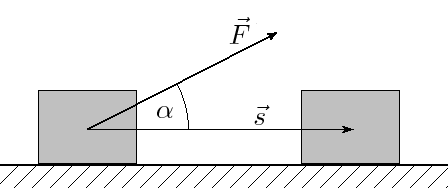
ادمیتانس

ادمیتانس یا رهدهی معیاری است که نشان می‌دهد حرکت جریان در مدار تا چه حد آسان است و با Y نمایش داده می‌شود. ادمیتانس عکس امپدانس است و یکای اس‌آی آن زیمنس (با نماد S) می‌باشد. اصطلاح ادمیتانس را نخستین بار الیور هویساید (به انگلیسی: Oliver Heaviside) در ۱۸۸۷ میلادی به کار برد.
رابطهٔ ریاضی امپدانس و ادمیتانس به شکل زیر است:
{\displaystyle Y=Z^{-1}=1/Z\,}
که در آن:
Y ادمیتانس با واحد مُهُو است
Z امپدانس با واحد اهم است
نام رایج دیگر برای یکای زیمنس (واحد اندازه‌گیری ادمیتانس)، مُهو با علامت ℧ (برعکس علامت اهم (Ω)) است.